# Adonisea errans
Adonisea errans är en fjärilsart som beskrevs av Smith 1883. Adonisea errans ingår i släktet Adonisea och familjen nattflyn. Inga underarter finns listade i Catalogue of Life.